# Пёльциг
Пёльциг (нем. Pölzig) — община в Германии, в земле Тюрингия. 
Входит в состав района Грайц. Подчиняется управлению Ам Браметаль. Население составляет 1257 человек (на 31 декабря 2010 года). Занимает площадь 7,76 км².
Коммуна подразделяется на 4 сельских округа.